# Schönwalde-Glien
Schönwalde-Glien è un comune di 10 700 abitanti del Brandeburgo, in Germania.

Appartiene al circondario della Havelland.

## Storia
Il comune di Schönwalde-Glien venne creato nel 2003 dalla fusione dei comuni di Glien, Grünefeld, Pausin, Perwenitz, Schönwalde e Wansdorf.

## Società

### Evoluzione demografica
- Sviluppo della popolazione dal 1875 entro gli attuali confini (Linea Blu: Popolazione; Linea puntata: Confronto dello sviluppo della popolazione dello stato del Brandenburgo; Sfondo grigio: Ai tempi del governo nazista; Sfondo rosso: Al tempo del governo comunista)
- Sviluppo recente della popolazione (Linea blu) e previsioni

| Anno | Abitanti |
| ---- | -------- |
| 1875 | 2 779    |
| 1890 | 3 065    |
| 1910 | 2 967    |
| 1925 | 3 113    |
| 1933 | 3 388    |
| 1939 | 6 000    |
| 1946 | 7 334    |
| 1950 | 7 412    |
| 1964 | 6 829    |
| 1971 | 6 725    |
| 1981 | 5 913    |

| Anno | Abitanti |
| ---- | -------- |
| 1985 | 5 751    |
| 1989 | 5 503    |
| 1990 | 5 423    |
| 1991 | 5 386    |
| 1992 | 5 299    |
| 1993 | 5 324    |
| 1994 | 5 441    |
| 1995 | 5 463    |
| 1996 | 5 467    |
| 1997 | 5 760    |

| Anno | Abitanti |
| ---- | -------- |
| 1998 | 6 371    |
| 1999 | 6 862    |
| 2000 | 7 286    |
| 2001 | 7 590    |
| 2002 | 7 880    |
| 2003 | 8 131    |
| 2004 | 8 377    |
| 2005 | 8 487    |
| 2006 | 8 654    |
| 2007 | 8 810    |

| Anno | Abitanti |
| ---- | -------- |
| 2008 | 8 873    |
| 2009 | 8 910    |
| 2010 | 8 931    |
| 2011 | 8 975    |
| 2012 | 9 021    |
| 2013 | 9 108    |
| 2014 | 9 202    |
| 2015 | 9 351    |
| 2016 | 9 514    |
| 2017 | 9 498    |

| Anno | Abitanti |
| ---- | -------- |
| 2018 | 9 575    |
| 2019 | 9 864    |
| 2020 | 10 017   |

Fonti dei dati sono nel dettaglio nelle Wikimedia Commons..

## Geografia antropica
Il comune di Schönwalde-Glien è suddiviso nelle frazioni di Grünefeld, Paaren im Glien, Pausin, Perwenitz, Schönwalde-Dorf, Schönwalde-Siedlung e Wansdorf.

## Amministrazione

### Gemellaggi
Il comune di Schönwalde-Glien è gemellato con:
- Wągrowiec, dal 2001
- Muggensturm, dal 2011